# 1780
1780 (MDCCLXXX) fue un año bisiesto comenzado en sábado según el calendario gregoriano.

## Acontecimientos
- 8 de enero: en Irán, un terremoto de 7,4 causa 200 000 muertos y grandes daños materiales.
- 22 de enero: en Java, Indonesia, se registra un terremoto de 8,5.
- 16 de abril: en Münster (Alemania) se funda la Universidad de Münster.
- 19 de mayo: en Nueva Inglaterra (Estados Unidos) sucede el Día oscuro de Nueva Inglaterra (inexplicable oscurecimiento del cielo visible).
- 10 de julio: en Rhode Island desembarcan tropas francesas, a las órdenes de Rochambeau, para apoyar a los insurgentes estadounidenses.
- 10 al 16 de octubre: en Antillas (mar Caribe) sucede el Gran Huracán de 1780, el primer huracán con mayor número de víctimas mortales de los que se tienen datos (22 000 muertes directas, 27 000 muertes totales).
- 4 de noviembre: en el Virreinato de Perú (perteneciente al Imperio español) se sublevan los indígenas liderados por Túpac Amaru II.
- 16 de noviembre: en Tungasuca (Cusco, Perú) se emite el Bando de libertad en el que por primera vez en América se proclama la abolición de la esclavitud.
- Países Bajos, Rusia, Suecia, Dinamarca, Austria y Prusia proclaman la neutralidad armada en el mar, contra la guerra de corso británica.
- En Apango (México) azota una epidemia de peste bubónica.
- En Madrid, la Real Academia Española publica la 1.ª edición del Diccionario de la lengua española.
- En Jerez primer carril ferroviario
- La corona permitió a los puertos coloniales mantener el intercambio comercial.

## Nacimientos
- En febrero: Bernardo Rodolfo Abehen, escritor alemán (f. 1866).
- En febrero: José Ruiz de Albornoz, militar español (f. 1836).
- En febrero: José Antonio Almarza, militar, escritor, periodista y político venezolano (f. 1837).
- En febrero: William Bowles, almirante británico (f. 1869).
- En febrero: David Buchan, marino británico (f. 1838).
- En febrero: Miguel Eusebio Bustamante, político hondureño, presidente de su país (f. 1869).
- En febrero: Miguel Carranza Fernández, político y empresario costarricense (f. 1841).
- En febrero: Nicolás Catalán, militar mexicano, héroe de la independencia (f. 1838).
- En febrero: Manuel López, político argentino (f. 1860).
- En febrero: Manuel Marques de Sousa, militar brasileño (f. 1824).
- En febrero: Manuel Antonio de la Cerda, abogado y político nicaragüense (f. 1828).
- En febrero: John Church, clérigo británico (f. 1835).
- En febrero: José Ignacio García Illueca, militar y político mexicano (f. 1832).
- En febrero: Ángel Hubac, mercenario francés participante en las guerras civiles argentinas (f. 1820).
- En febrero: María Luisa Martínez de García Rojas, heroína mexicana (f. 1817).
- En febrero: José María Martínez Salinas, militar y político hondureño (f. 1840).
- En febrero: José Lino Matute, político hondureño, presidente de su país (f. 1854).
- En febrero: Manuela Medina, heroína mexicana (f. 1822).
- En febrero: Pablo de Mendoza y Merino, político chileno (f. 1851).
- En febrero: Daniel Matthias Heinrich Mohr, naturalista alemán (f. 1808).
- En febrero: José Benito Monterroso, sacerdote católico y político uruguayo (f. 1838).
- En febrero: Juan Albano Pereira de la Cruz, político chileno (f. 1831).
- En febrero: Elizabeth Philpot, paleontóloga británica (f. 1857).
- En febrero: Antonio Pinto Soares, militar y marino portugués-costarricense (f. 1865).
- En febrero: Vikrama Rayasinja, rey indio (f. 1832).
- En febrero: José Demetrio Rodríguez, botánico español (f. 1806).
- En febrero: Yákov Sánnikov, explorador y comerciante ruso (f. 1812).
- En febrero: María del Carmen Sotomayor Elzo, mujer chilena, esposa del presidente Errázuriz (f. 1852).
- En febrero: Ernst Stadelmeyer, médico y botánico alemán (f. 1840).
- En febrero: Robert Torrens, economista, escritor y militar británico (f. 1864).
- En febrero: José Jerónimo Zelaya Fiallos, político hondureño (f. 1869).
- En febrero: Fulgencio Yegros, militar paraguayo, prócer de la independencia de su país (f. 1821).
- 19 de mayo: Victor de Bonald, escritor, abogado y periodista francés (f. 1871).
- 20 de mayo: Bernardino Rivadavia, político y presidente argentino (f. 1845).
- 12 de julio: Juana Azurduy, militar e independentista boliviana (f. 1862).
- 27 de julio: Anastasio Bustamante, militar, político y presidente mexicano (f. 1853).
- 25 de agosto: Agustín Agualongo, militar realista colombiano (f. 1824).
- 25 de agosto: Luis de la Robla, militar uruguayo (f. 1844).
- 29 de agosto: Jean Auguste Dominique Ingres, pintor francés (f. 1867).
- 20 de octubre: Paulina Bonaparte, hermana de Napoleón (f. 1825).
- 12 de noviembre: Manuel de Heras Soto, aristócrata y político mexicano (f. 1837).

## Fallecimientos
- 21 de febrero: Francesco Foschi, pintor paisajista italiano (n. 1710).
- 23 de agosto: Madame du Deffand, mujer de letras francesa (n. 1697).
- 29 de noviembre: María Teresa I de Austria, aristócrata austriaca (n. 1717).